# گئورگ اشتولتسه
گئورگ اشتولتسه (انگلیسی: Georg Stoltze؛ ۱۳ فوریه ۱۹۳۱ – ۶ ژوئیه ۲۰۰۷) ورزشکار دوچرخه‌سواری اهل آلمان بود.
وی در مسابقات کشوری و بین‌المللی در مجموع برندهٔ ۱ مدال طلا، ۱ مدال برنز شده‌است.